# جون بينسون
جون بينسون (27 أغسطس 1991-)، لاعب كرة قدم قطري من أصل غاني يلعب حالياً مع نادي معيذر.

## مسيرة اللاعب
كانت بداياته في نادي أشانتي جولد الغاني وبعدها انظم إلى أكاديمية أسباير و لعب بعدها مع النادي الأهلي و نادي مسيمير ونادي المرخية ونادي الخريطيات ونادي معيذر.
مثل المنتخب الغاني تحت 20 عامًا في عام 2009.

## روابط خارجية
- جون بينسون على موقع قاعدة بيانات كرة القدم.إي يو (الإنجليزية)